# 觀塘綫
觀塘綫（英語：Kwun Tong Line）是港鐵系統中營運中的鐵路路綫之一，屬於城市軌道交通，路綫色為綠色。觀塘綫共有17個車站，全程約35分鐘，連接位於西貢區將軍澳新市鎮的調景嶺站及九龍城區的黃埔站，主要途經觀塘、黃大仙及油尖旺等地區。路綫大部分路段為地底路段，而九龍灣站至藍田站之間則為架空路段，至於油塘站則為地面車站。
觀塘綫觀塘－石硤尾段於1979年10月1日作為修正早期系統第一期啟用，該段為前地鐵系統中首段通車的路段。1982年4月26日，在地鐵荃灣綫通車前，修正早期系統分拆為兩段，而油麻地至觀塘段則以當時的東端終點站－觀塘站而命名為「觀塘綫」。
觀塘綫是港鐵系統（包括前地鐵系統）中少數曾多番更改終點站的路綫（至今曾七次更改終點站），亦是唯一一條兩度途經同一行政區的路綫（九龍塘站、何文田站及黃埔站均位處九龍城區，九龍塘至何文田站間觀塘綫途經深水埗區及油尖旺區）。而觀塘綫是唯一可同時作兩條重鐵替代服務的路綫。

## 歷史

### 早期規劃

地底集體運輸系統路綫圖 （1967年建議方案）

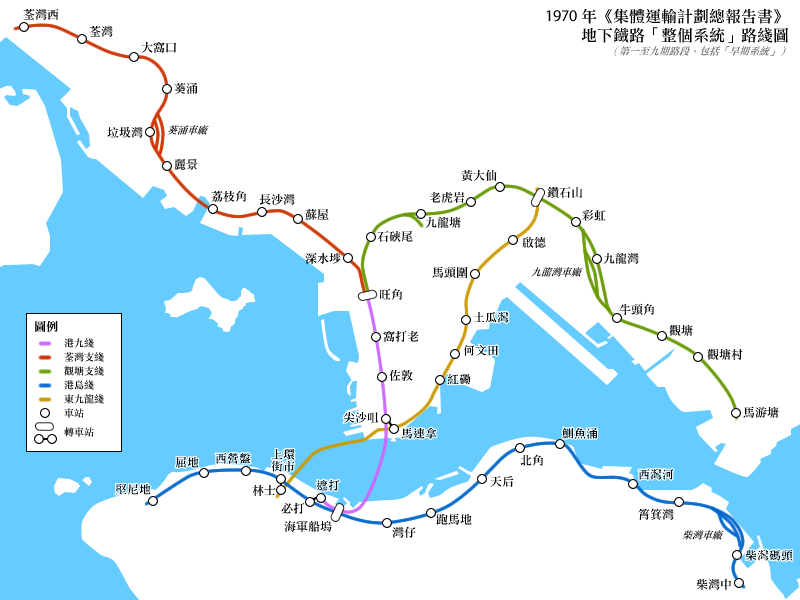
地下鐵路「整個系統」路綫圖 （1970年建議方案）

在1960－70年代，因應香港經濟急速發展，人口不斷增加，公共交通的需求越來越大。英國的費爾文霍士顧問工程公司分別於1967年9月及1970年發表《香港集體運輸研究》及《集體運輸計劃總報告書》。1967年建議方案中，觀塘綫建議行走來往馬游塘站（現油塘站）及上環街市站（現上環站）；後於1970年建議方案進行修訂，觀塘支綫走綫縮短至馬游塘站至旺角站間，旺角至中環（當時規劃為遮打站）段則由港九綫主綫取代，港九綫一半班次直通運行至觀塘支綫，另一半則直通運行至荃灣支綫；並建議將系統劃分為九期興建，其中首四段稱為「早期系統」，包括港九綫海軍船塢（現金鐘站）至旺角段、觀塘支綫觀塘至旺角段、荃灣支綫茘枝角至旺角段以及港島綫上環街市（現上環站）至海軍船塢段。1972年，港英政府同意先行興建早期系統。

### 修正早期系統

地鐵修正早期系統路綫圖

1975年初，港英政府屬下的集體運輸臨時管理局宣佈，將早期系統略為縮減至15.6公里，並更改部分技術指標，成為修正早期系統。修正早期系統連接觀塘至中環，於1975年11月3日動工興建；並於1978年9月4日起進行試車，北段（觀塘至石硤尾）於1979年9月30日完工，並由時任香港總督麥理浩主持儀式，並於1979年10月1日率先通車，由地鐵公司（港鐵公司前身）營運。通車初期地鐵只以4卡列車行走，而當時最低票價為港幣1元。其後於同年12月16日由石硤尾延長至尖沙咀站。受工程因素影響，油麻地站及旺角站需要先後延至同月22日與31日才啟用。1980年2月12日，修正早期系統延伸至中環站，整個修正早期系統通車日期較原定時間提前7星期，成為香港首條過海鐵路。過海段通車的同時，地鐵列車由4卡增至6卡以應付客量。

### 荃灣支綫通車
1982年4月26日，為配合荃灣支綫通車，修正早期系統一分為二，當中荃灣綫往返旺角站至中環站；而觀塘綫則往返觀塘站至油麻地站，所有往返石硤尾－觀塘站至佐敦－中環站的乘客須於旺角站轉車，而觀塘綫所有列車改以油麻地站下層月台為終點站，而路綫色系正式改用綠色代表。同年5月10日，荃灣綫正式通車，荃灣站至茘景站及太子站轉綫月台率先啟用，在荃灣綫局部通車的首7天，中環站至佐敦站往返觀塘綫的乘客需在旺角站轉車；荃灣站至荔景站往返觀塘綫的乘客需在太子站轉車。同月17日，荃灣綫餘下的太子站至茘灣站5個車站啟用，故油麻地站成為觀塘綫的終點站，而旺角站與太子站則成為接駁荃灣綫的跨月台轉車站。
1986年5月22日，因應客量需求，特別是九龍塘轉車站的客量，列車增至現時的8卡一組。

### 觀塘綫過海段

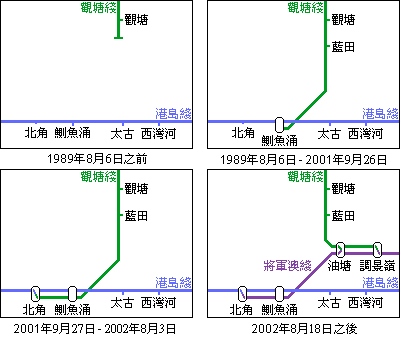
1989年至今觀塘綫東面終點站變遷示意圖（2002年8月4日至同月17日曾短暫以油塘為終點站）

1984年，有日本財團提出以民間興建營運後轉移模式形式建東區海底隧道，獲得地鐵同意及接洽。同年，港英政府決定興建第二條過海隧道——東區海底隧道。
隨著東隧於1989年落成，觀塘綫的終點站於同年的8月6日伸延到香港島的鰂魚涌站，與港島綫交匯；新增的藍田站則於同月9日正式啟用。
值得留意的是鰂魚涌站這個轉車站的規劃，該站是當時香港地鐵首個「通道轉乘車站」，屬於當時主流之外（其他轉乘站走過對面月台即可轉綫）。事沿當年政府跟地鐵研究這條鐵路、車輛兩用的海底隧道後，地鐵屬意東隧與還有一年通車的港島綫太古站交匯，但政府認為東隧應遷就行車管道跟東區走廊的交匯處，鐵路管道根本無法連接太古站，最後地鐵唯有擴建鰂魚涌站，但因地理所限，走綫到達香港島後未能與港島綫並行而且呈九十度角，因此鰂魚涌站不能以跨月台轉乘規劃。相比其他轉車站，乘客在鰂魚涌站轉車要經過迂迴的通道及上／下樓層，較以往轉車站不方便。

### 紓緩鰂魚涌乘客擠塞工程及將軍澳支綫通車
為應付於2002年通車的將軍澳綫，地鐵公司計劃在1998年7月擴建北角站以供九龍東與將軍澳沿綫乘客跨月台轉乘港島綫。隨該站擴建完工，2001年9月27日觀塘綫率先伸延到該站。
為配合將軍澳綫通車，2002年8月4日觀塘綫的東行終點站由香港島改回九龍，並改以油塘站為臨時終點站，所有由北角站或鰂魚涌站往返觀塘綫沿途各站的乘客須在油塘站轉車，觀塘綫過海路段再次被讓予其他路綫。同年8月18日，將軍澳綫正式通車，觀塘綫列車最終以新界東的調景嶺站為東行終點站，將軍澳綫正式取代觀塘綫原有由東區海底隧道過海的路段。
當年地鐵公司以將軍澳綫取代觀塘綫過海，乃由於觀塘綫藍田站周邊沒有擴建空間，未能改建成為轉綫站，所以只能改動走綫東延至調景嶺，並改由經油塘取道東隧過海。但由於將軍澳綫的寶琳站單月台設計導致將軍澳綫效率較低，班次較疏落，繁忙時間每兩分半鐘一班，故部分石硤尾站至彩虹站乘客放棄這種方式，改回金鐘站轉車或改為乘搭過海巴士取代；導致荃灣綫太子站至金鐘站在繁忙時間的人流回升。除此以外，需要轉車亦是另一原因，因此巴士公司便推出告示吸引觀塘綫乘客轉乘巴士免卻了油塘站轉乘的不便。

### 觀塘綫延綫

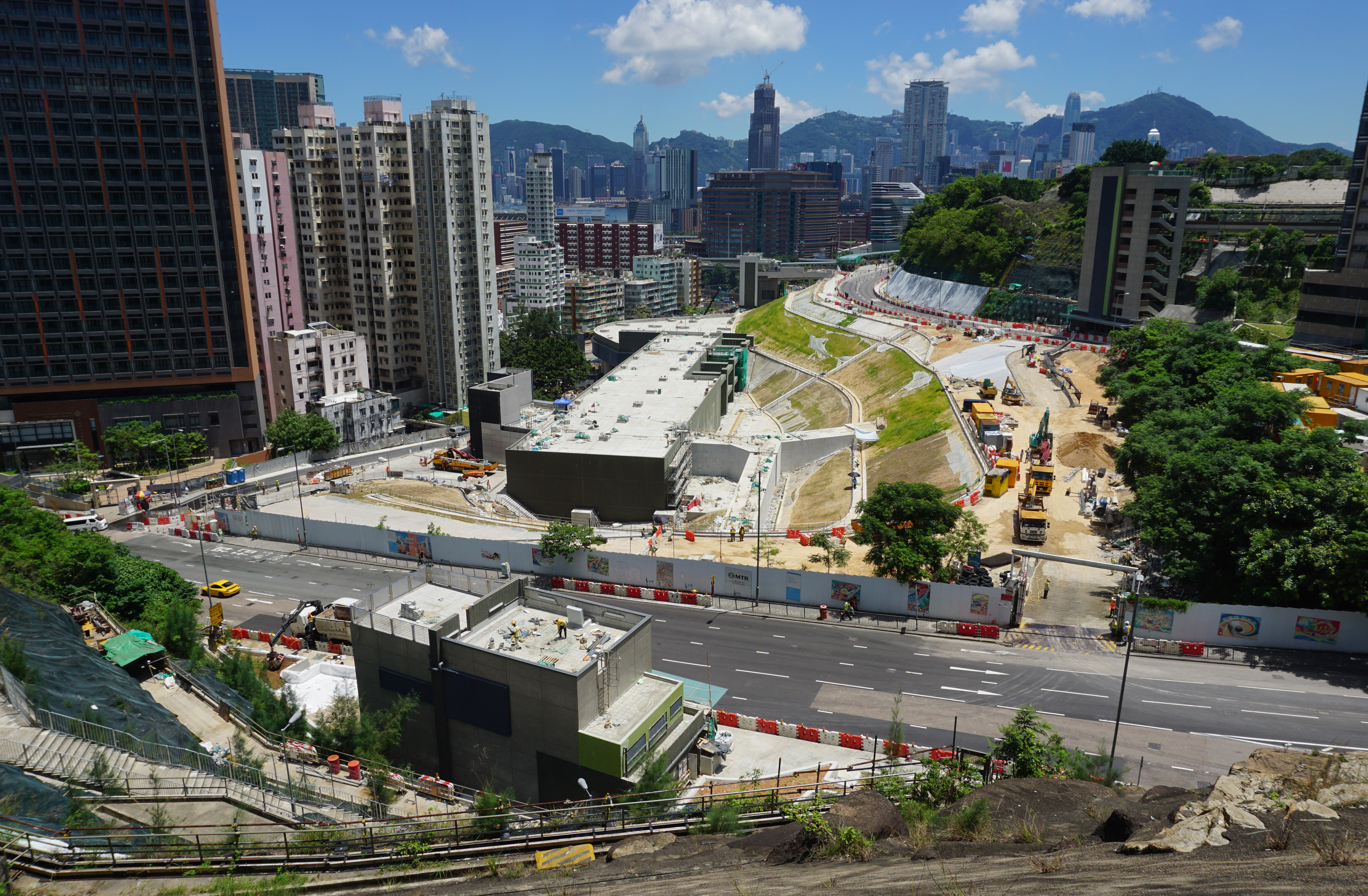
何文田站地面出入口（2016年6月）

2001年，地鐵公司與九廣鐵路公司競投沙中綫，同時計劃將鐵路服務覆蓋至黃埔。地鐵的標書中建議將觀塘綫從油麻地站向東延伸，經何文田至黃埔站。即使九鐵於2002年投得沙中綫營運權，地鐵仍然提出這項建議，取代九鐵在黃埔建造自動捷運系統的計劃。隨著兩鐵合併，觀塘綫延綫計劃可望落實，行政會議已經於2008年3月批准港鐵公司對觀塘綫延綫進行進一步規劃及設計。
政府於2009年11月27日在憲報刊登觀塘綫延線鐵路方案，將興建一條全長約2.6公里的鐵路，從現有觀塘綫油麻地站延伸，增設何文田站及黃埔站。乘客可於擬建的何文田站轉乘將來的東西走廊（現為屯馬綫）。該延綫為全綫於地下行走的鐵路，服務何文田南、紅磡包括黃埔花園一帶的居民，該延線原訂於2015年8月啟用，因故延至2016年10月23日通車。由於觀塘綫油麻地站月台設置特殊，油麻地站至黃埔站一段列車須採用靠右行駛的行車通行方向，與觀塘綫其餘路段的靠左行駛相反。

## 車站列表
| 站名 | 站名   | 轉乘路綫    | 所在行政區域 | 通車日期       |
| 觀塘綫 | 觀塘綫 | 觀塘綫      | 觀塘綫       | 觀塘綫         |
| --- | ------ | ----------- | ------------ | -------------- |
| | 調景嶺 | 將軍澳綫    | 西貢區       | 2002年8月18日  |
| | 油塘   | 將軍澳綫    | 觀塘區       | 2002年8月4日   |
| | 藍田   | -           | 觀塘區       | 1989年8月9日   |
| | 觀塘   | -           | 觀塘區       | 1979年10月1日  |
| | 牛頭角 | -           | 觀塘區       | 1979年10月1日  |
| | 九龍灣 | -           | 觀塘區       | 1979年10月1日  |
| | 彩虹   | -           | 黃大仙區     | 1979年10月1日  |
| | 鑽石山 | 屯馬綫      | 黃大仙區     | 1979年10月1日  |
| | 黃大仙 | -           | 黃大仙區     | 1979年10月1日  |
| | 樂富   | -           | 黃大仙區     | 1979年10月1日  |
| | 九龍塘 | 東鐵綫      | 九龍城區     | 1979年10月1日  |
| | 石硤尾 | -           | 深水埗區     | 1979年10月1日  |
| | 太子   | 荃灣綫[MKK] | 油尖旺區     | 1982年5月10日  |
| | 旺角   | 荃灣綫[MKK] | 油尖旺區     | 1979年12月31日 |
| | 油麻地 | 荃灣綫[MKK] | 油尖旺區     | 1979年12月22日 |
| | 何文田 | 屯馬綫      | 九龍城區     | 2016年10月23日 |
| | 黃埔   | -           | 九龍城區     | 2016年10月23日 |
| 附註 |        |             |              |                |
| - MKK 旺角站及太子站雖與旺角東站（荃灣綫及觀塘綫）的距離相近，但兩站與旺角東站並非港鐵指定的接駁車站，然而旺角站與旺角東站之間則設有旺角行人天橋系統連接。 |        |             |              |                |
| 论 编 |        |             |              |                |

## 乘客量
觀塘綫沿綫設有不少工商業區、大型住宅、大型購物中心及院校。在同時連接西九龍與東九龍核心地帶的效應下，加上來自東鐵綫以及屯馬綫往返新界東、新界西各地甚至過境管制站，以及利用將軍澳綫前往港島區及往返將軍澳新市鎮的人流（尤其是前者，很多時這類乘客的最終目的地實則鄰近荃灣綫，甚至東涌綫的車站，因現有線路走線而乘搭觀塘綫），以及一些非經常性的人流增加（例如在假日市民經鑽石山站或彩虹站轉乘巴士或小巴前往西貢，或部分節日有不少市民前往黃大仙祠參拜，又或於除夕時在鑽石山與觀塘等地商場舉辦的倒數活動吸引原位於港島區除夕倒數的市民前往），觀塘綫在每日任何時間的載客量都是甚高，擠逼情況甚為常見。
觀塘綫在1989年起因可以直接前往港島區，吸引不少原本使用荃灣綫前往港島區的乘客改乘，唯2002年8月4日觀塘綫過海段撥歸將軍澳綫。然而，隨著將軍澳新市鎮的急速發展，加上政府近年積極推動的「起動九龍東」計劃，將屬觀塘綫服務範圍的九龍灣、牛頭角、觀塘一帶發展成九龍灣商貿區與觀塘商貿區，吸引不少初創企業（尤其是創意產業）、中小企、不少原位於港島區的私人企業辦公室、甚至政府部門進駐，再加上2016年10月觀塘綫延綫啟用，觀塘綫的服務範圍亦包含了何文田與紅磡兩區，觀塘綫的客量進一步上升，而繁忙時間由旺角站至油塘站沿途各站更出現不差於中環站與金鐘站的擠逼現象。
根據港鐵向香港立法會提交的文件披露，觀塘綫最繁忙時段載客率在2014年與2015年分別為95%及92%，而觀塘綫延綫於2016年10月通車後，觀塘綫乘流量進一步上升，2018年最繁忙時段載客率更升至101%（以車廂每平方米站立4人計算），最繁忙路段在石硤尾站至太子站之間。
2022年東鐵線延伸至金鐘站後，觀塘綫九龍塘站至太子站擠迫程度得以舒緩，最繁忙路段變為彩虹站至九龍灣站一段，載客率約76%。

## 車務

### 班次
觀塘綫如同其他市區綫，班次相當頻密，繁忙時間平均每約2.3分鐘一班車，非繁忙時間亦維持約3至6分鐘一班；惟由於黃埔站選址及施工限制等問題，該站只建造一個側式月台供乘客上／下車之用，而調頭隧道亦只能建於何文田站1號月台的後方，故何文田站與黃埔站之間須為單線雙程行車。就此，觀塘綫於繁忙時段的下行列車採用梅花間竹的運行模式，一半班次以黃埔站為終點站；而另一半的班次則以何文田站為終點站，而以何文田站為終點站的列車會在該站2號月台落客後會於該站東南的側綫調頭折返至該站1號月台（往調景嶺方向）開始載客。
| 時段             | 時段         | 調景嶺 ↔ 何文田 | 調景嶺 ↔ 黃埔 |
| ---------------- | ------------ | --------------- | ------------- |
| 平日             | 早上繁忙時段 | 2.1             | 4.2           |
| 平日             | 晚上繁忙時段 | 2.3             | 4.6           |
| 平日             | 非繁忙時段   | 3.1－6          | 3.6－6.2      |
| 星期日及公眾假期 |              | 3.1－6          | 3.6－6.2      |
| 星期六           | 星期六       | 2.5－4.2        | 4.2－6.2      |
| 深夜時段         | 深夜時段     | 12              | 12            |

另外，乘客亦可透過iOS或Android應用程式「MTR Mobile」或使用經「data.gov.hk」授權的應用程式查閱觀塘綫未來四班抵站列車的到達時間，亦可以在港鐵網站查閱詳細時間表。
此外，當香港天文台發出九號烈風或暴風增強信號或十號颶風信號時，觀塘綫僅有限度維持彩虹站至黃埔站的列車服務。

## 使用車輛
| 型號                                | 製造商                   | 製造年代              | 車輛總數 |
| ----------------------------------- | ------------------------ | --------------------- | -------- |
| 地鐵都城嘉慕列車 → 市區綫現代化列車 | 英國都城嘉慕             | 1977－1986 1989－1995 | 7列      |
| 市區綫中國長春製列車                | 中國北車長春軌道客車     | 2010－2013            | 22列     |
| 市區綫中國青島四方製列車            | 中國中車青島四方機車車輛 | 2017－                | 13列     |

觀塘綫自通車至2002年4月，觀塘綫只有英國製的都城嘉慕列車行走。而由2002年4月至2010年4月初期間以兩款列車行走，一款為英國製的市區綫現代化列車，從1979年10月起投入服務。及後陸續引入同型號車廂，並於1998年至2001年間全面翻新；而另一款則為韓國製的Rotem列車，共13列。2011年12月起，觀塘綫則主要以英國製列車及中國製列車行走。而自2022年11月27日起，港鐵市區綫願景列車正式行駛觀塘綫。

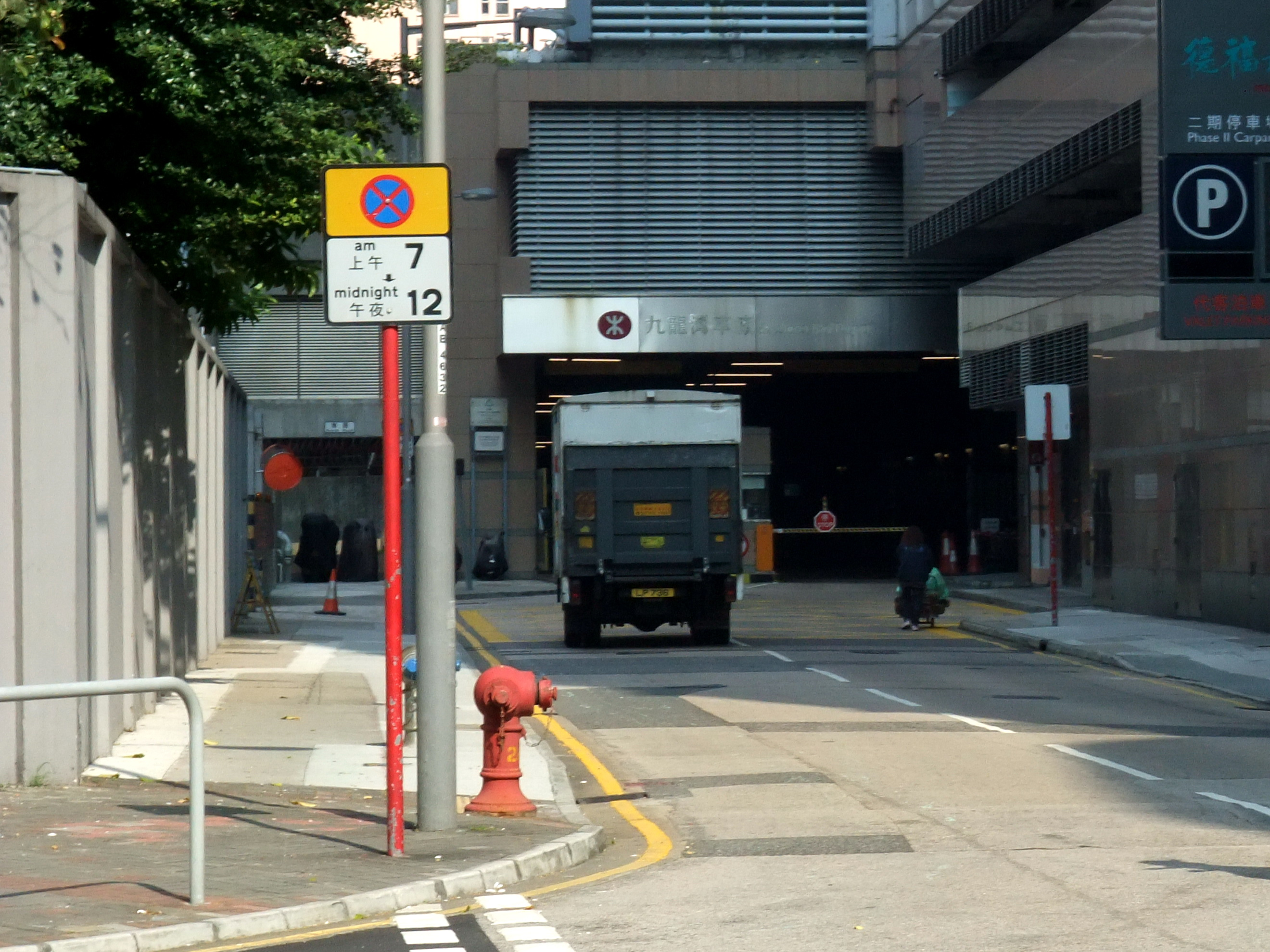
港鐵九龍灣車廠位於大業街北方的出入口

在2012年3月港鐵加密班次之前，觀塘綫有32列英製列車，另加2列中國製列車（合共34列），但由於有2列列車留廠進行大修或調往其他路線（荃灣綫、港島綫、將軍澳綫），而每日任何時段需要有後備列車留廠，故在平日早上繁忙時間，觀塘綫只會行走28列列車；而於晚上繁忙時間，則只行走26列列車。
- 市區綫現代化列車
- 市區綫中國長春製列車
- 市區綫中國青島四方製列車
- 市區綫韓製列車（現已全數改為行駛將軍澳綫）

## 問題

### 架空天橋橋身外牆老化
港鐵觀塘綫架空路軌建於六條行車線的觀塘道上方，而有媒體在2014年於現場視察發現近觀塘站的天橋橋身外牆位置出現近50處水泥缺損並露出鋼筋外露，而附近橋身亦有輕微裂紋及發霉。港鐵指自2014年初開始，已在觀塘綫整段高架橋，進行大型勘測及保養工程。

### 車站人流承受力問題

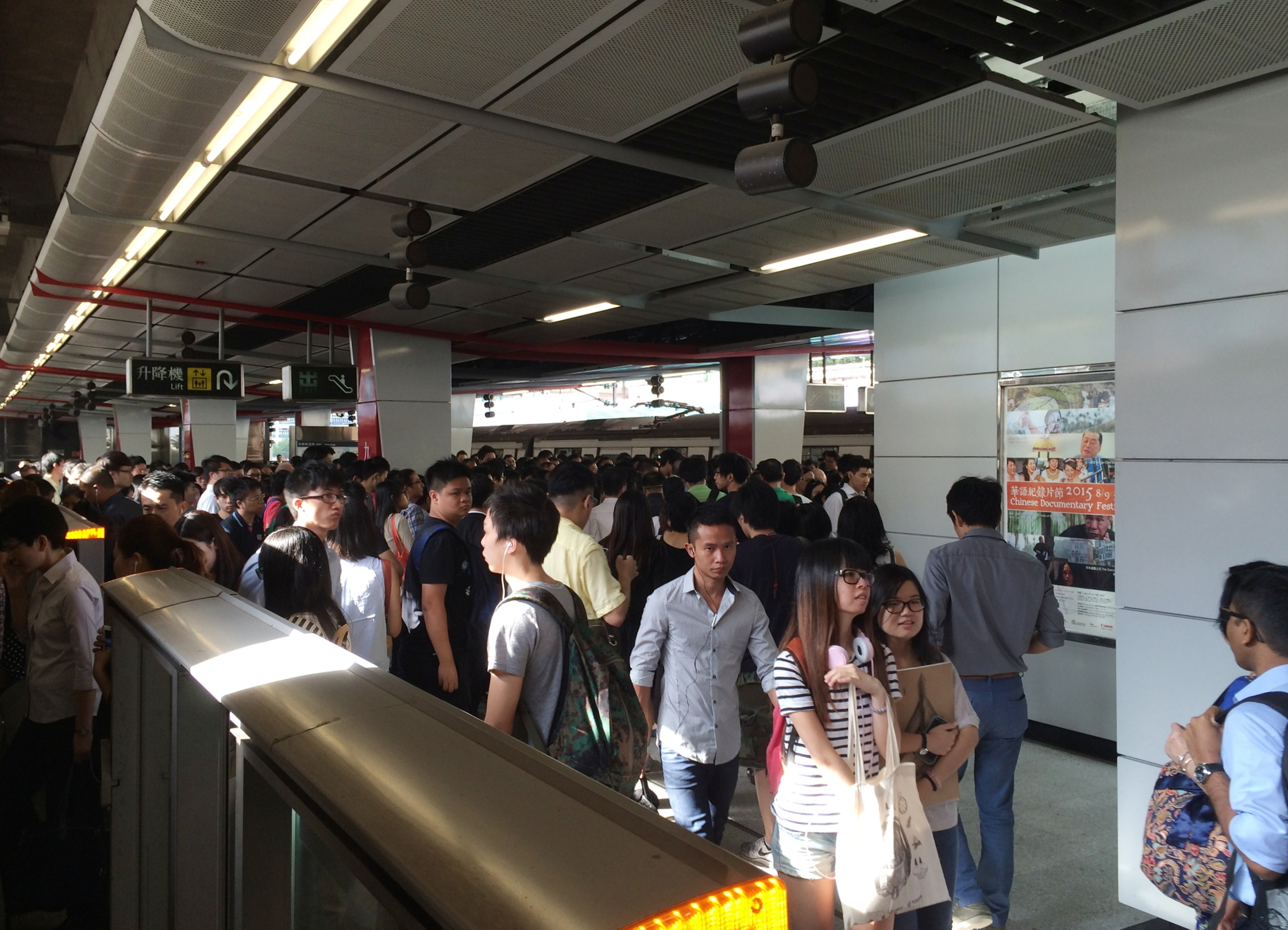
九龍灣站的月台及大堂於繁忙時段成為嚴重擠迫的「重災區」

由於觀塘綫早期月台及大堂設計狹窄，只設少量扶手電梯，未有預計東九龍會有大規模商業發展，導致九龍灣站、牛頭角站與觀塘站的月台及大堂於2005年起成為嚴重擠迫的「重災區」。2014年立法會文件披露觀塘綫最繁忙路段載客率和客量，若以每平方米四人站立密度計算，得出94%的載客率，現時客量達4.6萬人次。而《香港01》曾報導，市區重建局向港鐵提出以無償方式提供觀塘市中心重建項目土地擴建觀塘站，擴闊月台及車站大堂，同時為環保連接系統提供調頭路軌。但因為建議涉及到遷移往調景嶺方向的路軌，而港鐵亦基於其工程成本的考慮，反對進行擴建。

## 意外、事故及停運事件

### 1994年觀塘綫載客列車駛入九龍灣站二號月台時脫軌事件
1994年1月28日晚上，一列觀塘綫載客列車由牛頭角站駛進九龍灣站2號月台時，其中有兩節車廂出軌，為香港首宗有載客列車脫軌事件。

### 2013年12月電纜鬆脫事故
2013年12月16日中午12時40分左右，觀塘綫一列由調景嶺站開出的列車在駛近油塘站時，於該兩站之間的五桂山隧道內一段長約30米架空電纜鬆脫，列車車頂於碰撞電纜後冒煙起火。而消防隊到場後疏散列車上約150名乘客，經駕駛室的緊急出口離開車廂並徒步前往油塘站月台，事件中無人受傷。而藍田站至調景嶺站的列車服務須一度暫停。
直至當日下午2時許，港鐵開放藍田站後備行車隧道，同時抽調觀塘綫列車有限度提供將軍澳綫過海服務。港鐵維持每8分鐘的列車服務讓列車直接駛入將軍澳綫前往北角站（即等同將軍澳綫尚未通車時的觀塘綫列車行走路綫），上述安排一直維持至當天下午5時35分左右架空電纜維修完成為止。

### 反修例運動

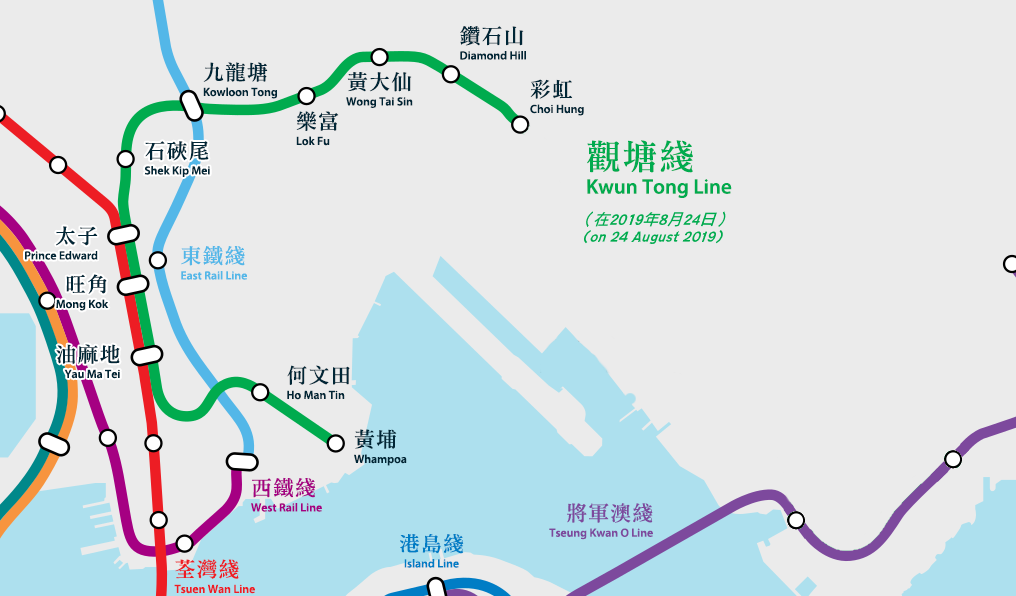
2019年8月24日觀塘綫局部停駛

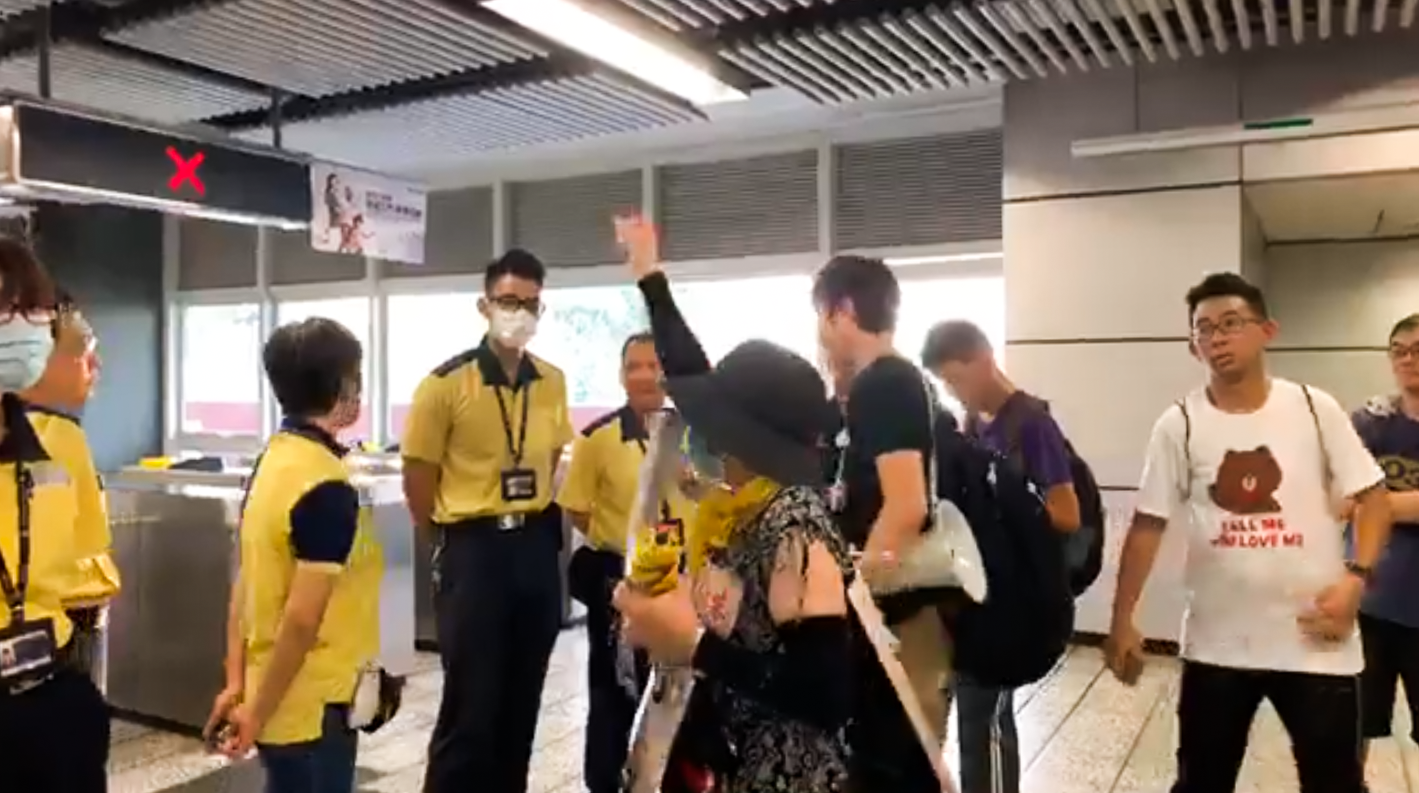
2019年8月24日，有遊行人士完成遊行後，往九龍灣站抗議，對局部停運表達不滿

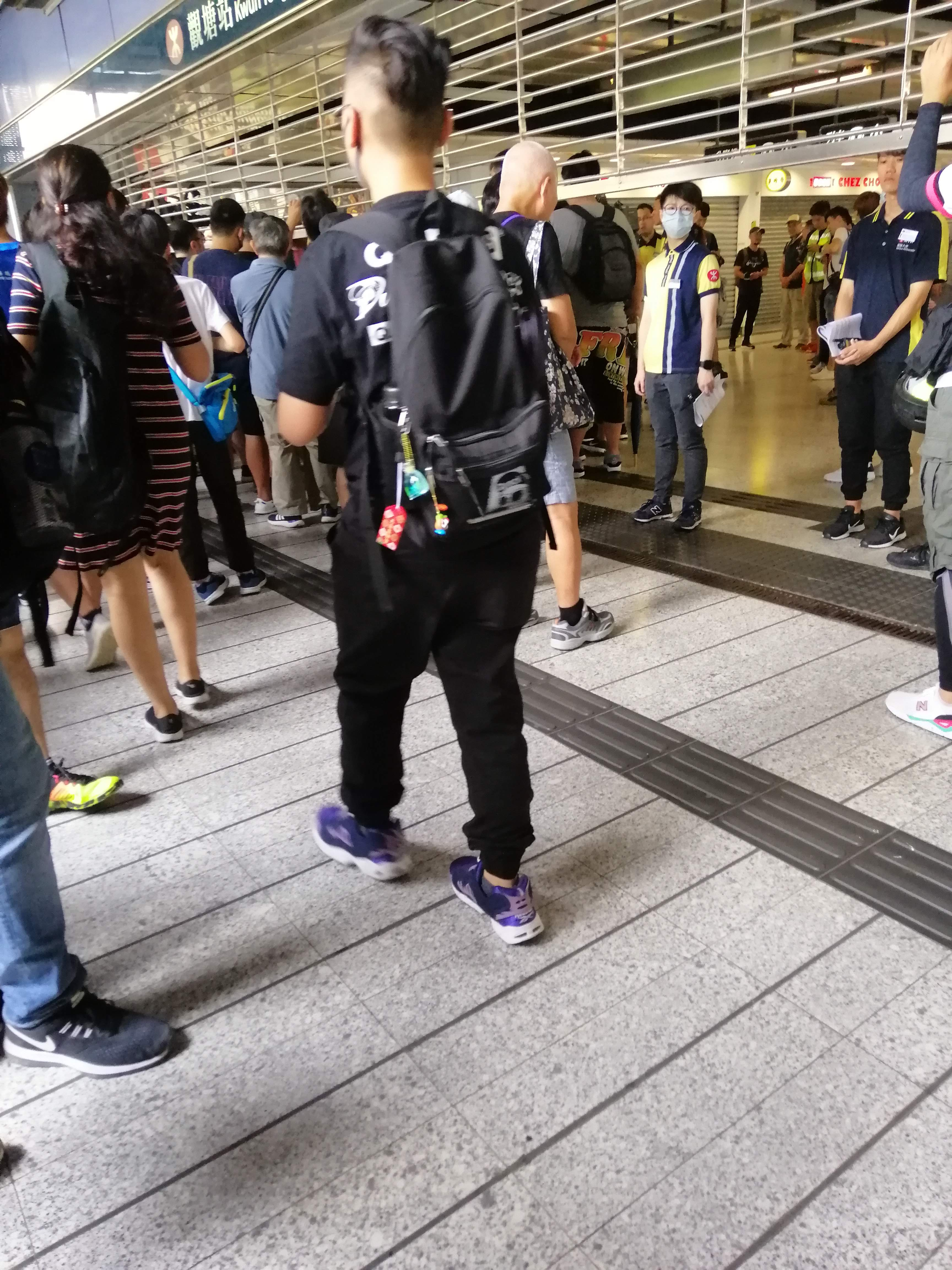
觀塘站關閉後有市民與港鐵職員理論

- 2019年8月24日下午1時許，有市民發起在觀塘區舉行「燃點香港·全民覺醒」大遊行（遊行獲發不反對通知書，是合法遊行），惟港鐵在當日早上10時許，突然宣布因應公眾活動，故於當日中午12時起觀塘綫彩虹站至調景嶺站之間的列車服務暫停；而九龍灣站至藍田站之間各車站則暫時關閉。同時亦未有提供接駁巴士[70][71][72]。而港鐵於首次在遊行開始前便關站及停駛，故而引起市民、立法會議員及區議員的關注[73]。直到當日近下午1時許，已降下捲閘的觀塘站A出口外有4人靜坐抗議封站，要求港鐵高層交代。直到下午約1時55分左右警員成功清場後，有市民在站外踢閘抗議[74]。而於當晚約8時38分，時任港鐵車務總監劉天成向乘客發出公開信指社會爭議引發了一些在鐵路發生的事件與衝突是公司運作40年來最大的挑戰，希望公眾「諒解」觀塘綫的「特別車務安排」。他說關閉個別車站是「經過審慎考慮、不得已的決定」，以「確保車站內所有人安全」[75]。而列車服務於當晚11時45分左右回復正常[76][77][78]。
- 2019年8月31日反對逃犯條例修訂草案遊行後，一列觀塘綫往調景嶺方向的列車於晚上10時45分左右行駛至太子站時，有示威者聲稱該批乘客向記者施襲，並開始作勢施襲。雙方隔着打開的車門互罵、互擲水樽、雨傘等，有人取出金屬鎚子揮舞，隨後有示威者在車廂內取出滅火器施噴，造成列車內白煙瀰漫。期間車廂外一名女子被指用手機拍攝示威者容貌，示威者試圖搶奪其手機，在推撞期間導致一道月台幕門玻璃破裂。

- 2019年10月2日的港鐵不合作運動中，觀塘綫其中一列往黃埔方向的列車多次受示威者阻礙車門關閉及按緊急按鈕。

- 2019年10月7日，因應同月6日荃灣綫列車服務受事故而暫停，期間觀塘綫列車服務以石硤尾站為終點站，並不停樂富站、黃大仙站、九龍灣站、牛頭角站及觀塘站。

### 2024年更換電纜支架

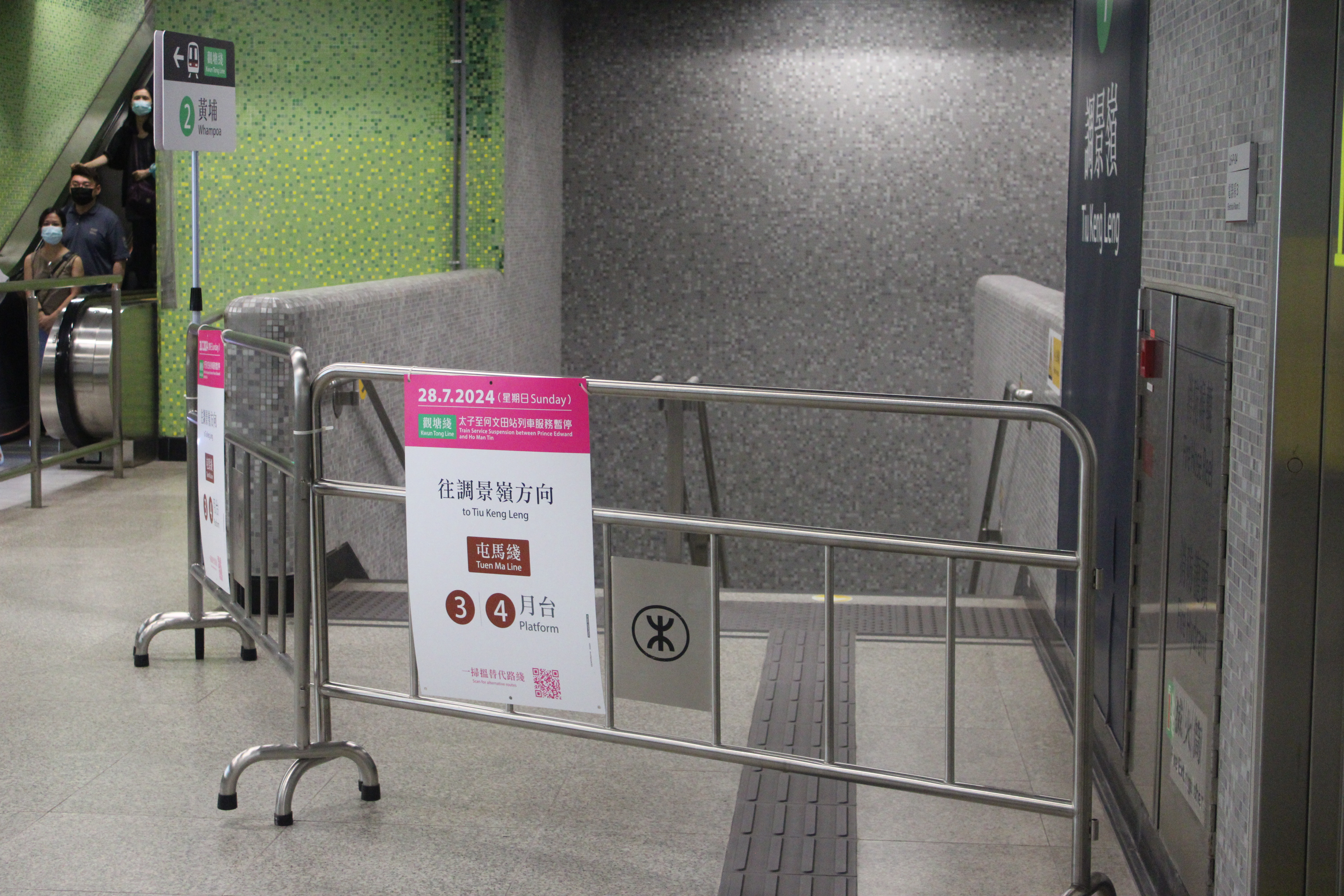
工程期間何文田站觀塘綫往調景嶺方向月台被封閉

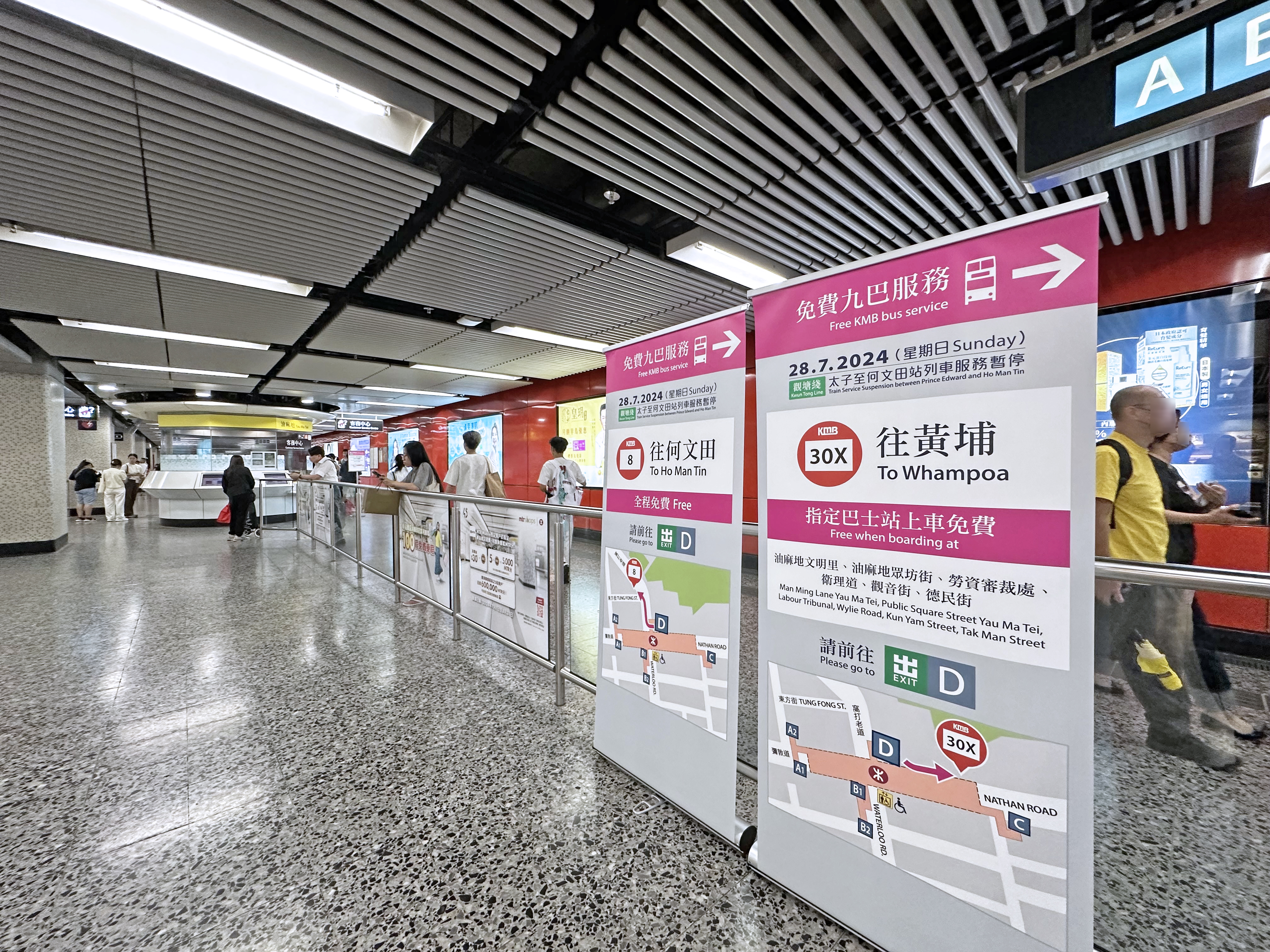
工程期間油麻地站大堂設有指示通知乘客當日免費巴士服務的上車安排

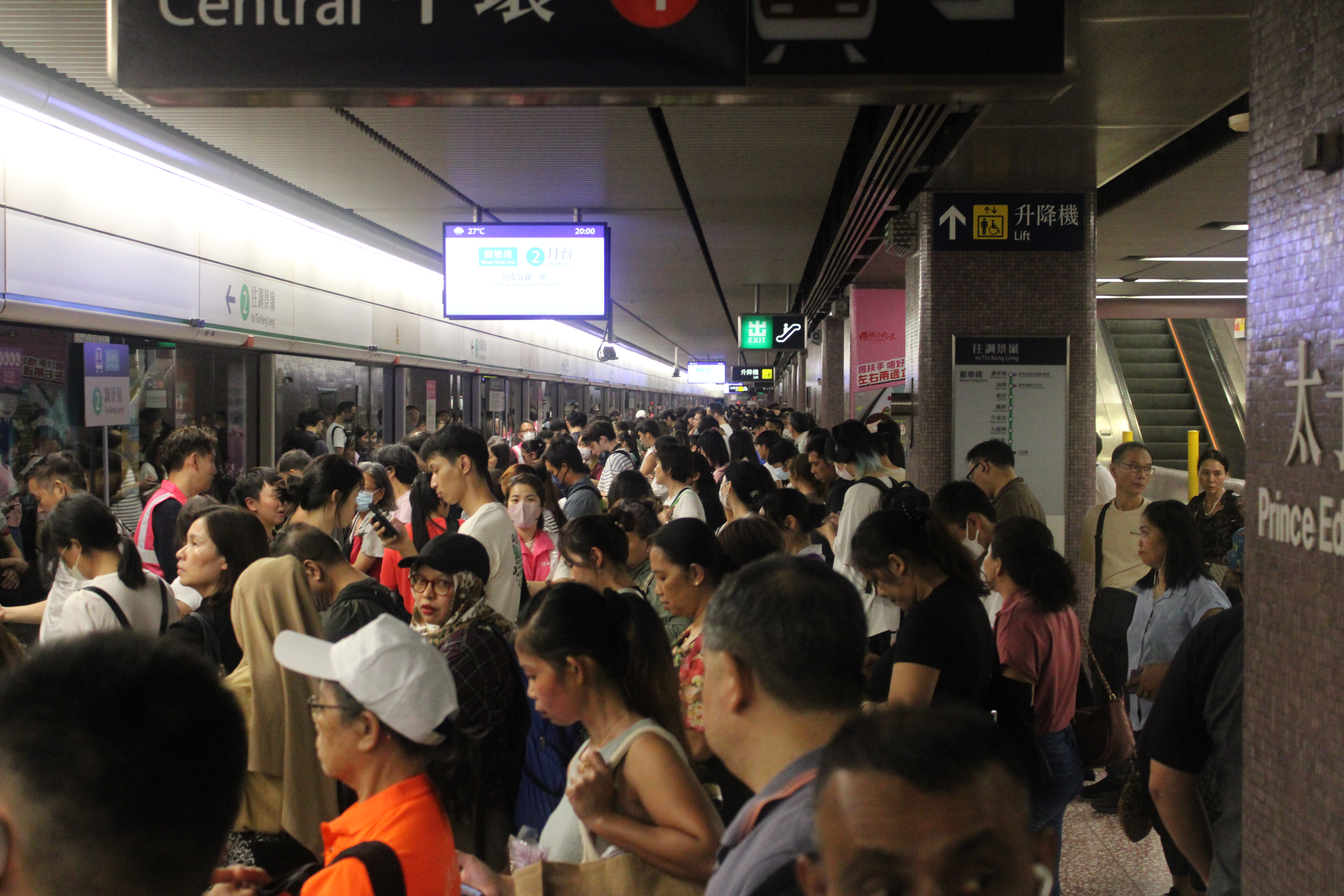
太子站觀塘綫2號月台有大量乘客等候列車

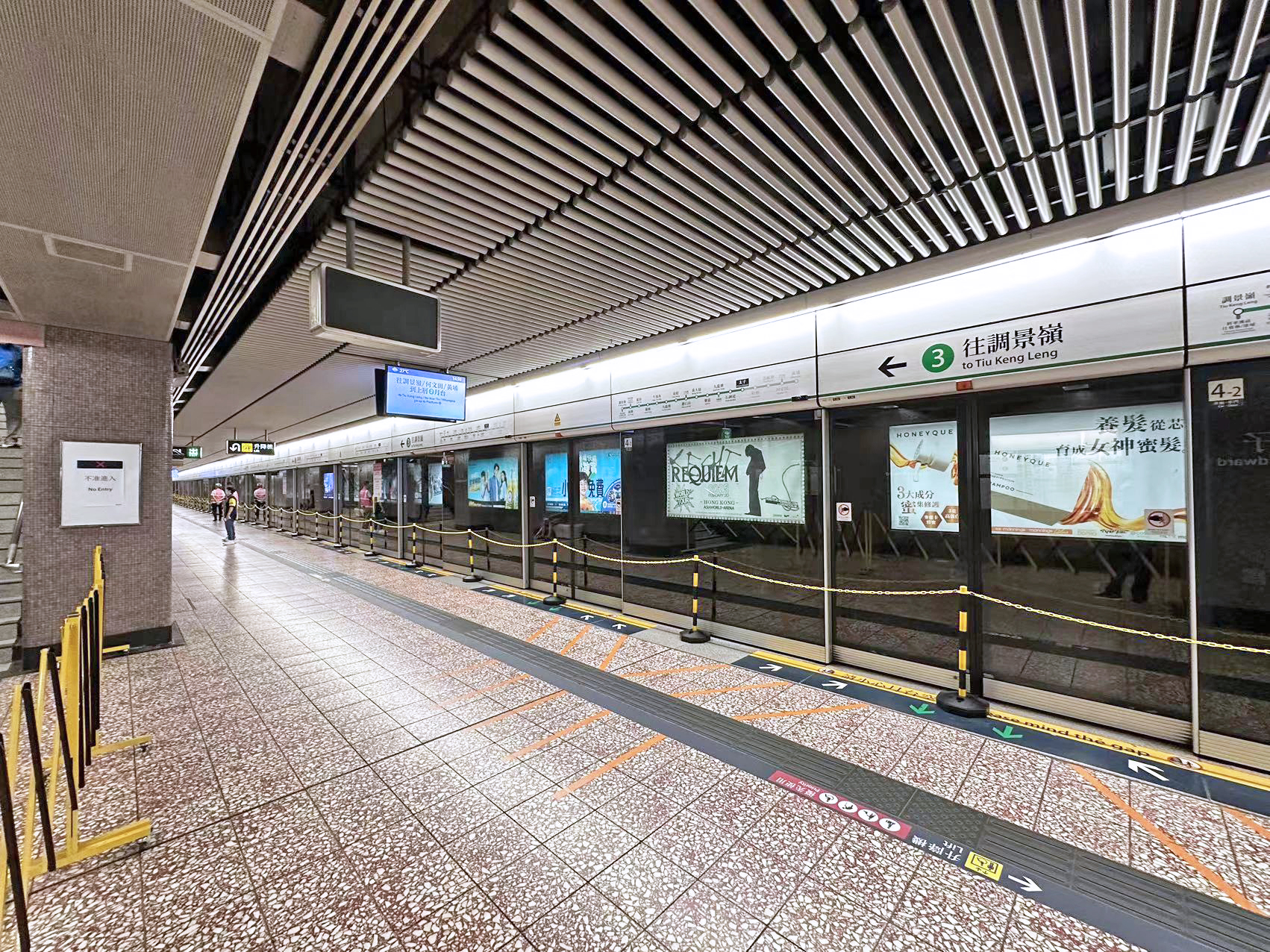
工程期間太子站觀塘綫3號月台暫停使用

2024年5月，港鐵宣佈於同年7月28日暫停觀塘綫太子站至何文田站段服務一天，以更換油麻地站渡線上一直未曾更換、且壽命屆滿的多個架空電纜支架；港鐵稱太子站在當天（7月28日）將會成為荃灣綫及觀塘綫的唯一轉車站，並預計太子站當日非常繁忙，屆時車站會實施人流管制措施，並會動用1,000名職員協助乘客。港鐵公司車務營運及當地鐵路總管李婉玲表示，工程預計需時28小時完成，又指港鐵會有不同路軌檢查點、了解工程進度是否符合預測，當晚即可評估翌日是否可如常提供服務，並會向公眾發布。
港鐵在同年7月27日觀塘綫凌晨結束服務後，工程人員隨即展開在隧道大型基建設施更新工程，包括為相關隧道路段隔離電源及安排保護措施，由工程車運送物料到施工位置，再搭建多組金屬棚架。翌日（7月28日），觀塘綫來往太子至何文田站的列車服務暫停；港鐵在太子站實施人流管制措施、設置特定標示及指示牌；列車由調景嶺站往黃埔站方向，駛至太子站時職員則會通知乘客下車，同時亦目標於同月30日觀塘綫首班車起恢復正常運作。而服務停止期間，港鐵與九巴合作、提供免費接駁巴士（九龍巴士8號線、九龍巴士30X線）接載受影響乘客。

### 其他事故
- 2000年9月18日，一名失明人士在石硤尾站不慎踏空從闊約一米的車廂接駁罅隙跌落路軌，該失明人士僅及輕傷。為防止同類事件發生，地鐵公司於所有行駛市區綫的列車之間的車廂接駁位置加設三條鐵鏈[91]。有關鐵鏈已經在所有車站安裝月台幕門或月台閘門後被拆除。
- 2001年9月2日清晨，藍田站與東區海底隧道之間一段露天段架空電纜的一個避雷針遭雷電擊中，導致電纜上其中一款配件鬆脫，以致一列列車駛經該路段時，電纜突擦出火花而停駛。事件導致觀塘綫觀塘站至鰂魚涌站服務中斷大約一個半小時，此為自地鐵通車以來首宗避雷針遭雷電擊中事件[92][93]。
- 2002年9月3日早上約10時許，觀塘綫原本一列回廠列車，因控制室沒有通知車長將列車回廠，導致車長在調景嶺站至牛頭角站間繼續接載乘客往油麻地。當列車離開牛頭角站後，錯誤駛進一條往九龍灣車廠的路軌。車長發現入錯路軌後隨即煞停列車，其後將列車反方向倒車駛出約30公尺，待路軌修正後，列車才成功進入九龍灣站[94][95][96]。
- 2008年12月8日，觀塘綫因維修人員疏忽沒有關上一個架空電纜隔離器而觸發短路，導致架空電纜損壞斷裂（架空電纜受損的地方約為由油塘站2號月台往藍田站方向前行約150米）。是次事故導致觀塘綫觀塘站至調景嶺站之間的服務一度停頓近4小時，期間港鐵派出接駁巴士接載受影響乘客往返觀塘站至油塘站之間[97]。
- 2012年7月24日，觀塘綫介乎彩虹站至調景嶺站架空路段，因發出十號颶風信號關係暫停行駛，導致部分乘客於調景嶺站未能轉乘其他交通工具，被逼滯留在車站內留宿過夜，期間職員送上飲品及墊地膠袋供乘客使用[98]。
- 2017年8月5日早上約11時20分，觀塘綫發生罕見的「聯鎖系統」故障，期間服務受阻逾10.5小時後，至晚上約9時35分陸續回復正常[99]。
- 2018年10月16日早上約7時，四條市區綫發生罕見的「聯鎖系統」故障，期間訊號系統出事導致要轉為人手操作，服務出現嚴重延誤。時任港鐵車務工程總管李家潤在當日早上於電台表示，於前一晚初步分析電腦數據，發現訊號系統區間電腦之間有大量資料傳輸同步，耗用電腦大量資源，與程式設定有關，但未有留意事件與測試新系統或人為因素有關，其中觀塘綫所有列車需要全綫慢駛，比正常行車時間多近四十分鐘[100][101]。

## 已擱置的發展計劃

### 東南九龍發展延伸線計劃
根據1997年的計劃，如果於啟德機場附近的填海工程落實，觀塘綫將會由油麻地站向東延伸，經何文田（交匯當時計劃的東九龍綫，現為屯馬綫一部分）及新填海區，最後到達原有的牛頭角站與自身交匯。該段屬長遠計劃性質的延線，稱為「東西九龍線鐵路」，觀塘綫在延伸後亦成為一條「9」字形的路線。由於2004年的啟德規劃檢討已採用「不填海」為原則，上述延線計劃實際上已不可能興建。但是於2007年11月8日，行政會議通過新修訂的啟德城中心發展規劃大綱。而上述延線計劃將改為以黃埔站作為終點站。

### 黃埔至炮台山段
政府曾計劃將觀塘綫由黃埔站延伸至炮台山站，但自沙田至中環線（現東鐵綫過海段）落實興建後，該計劃已遭擱置。

## 外部連結
- 香港鐵路大典上的相关条目：觀塘綫